# Fruitvale (Canada)
Fruitvale è un villaggio del Canada, situato in Columbia Britannica, nel distretto regionale di Kootenay Boundary.